# Danh sách bài hát của Nhật Ngân
Đây là danh sách tác phẩm của Nhật Ngân. Các bài hát do chính Nhật Ngân phân loại. Danh sách bao gồm cả những ca khúc ông liệt kê còn thiếu.

### Trịnh Lâm Ngân[1]
- Bao giờ ta gặp lại ta
- Chiều qua phà Hậu Giang
- Cho mẹ cho em
- Cuộc tình bể dâu
- Em vẫn hoài yêu anh
- Gánh hát qua làng
- Gặp nhau trên phố
- Hai trái tim vàng
- Hạnh phúc nơi nào (So Viele Lieder Sind In Mir, Nicole, nhạc Đức)
- Hát cho mai sau
- Hát làm quen
- Hồn trinh nữ
- Em vẫn hoài yêu anh
- Làm quen với lính
- Lính xa nhà
- Lửa mùa hạ
- Mắt xanh con gái
- Mùa phượng tím
- Mùa xuân của mẹ
- Ngàn đời chờ mong
- Người tình và quê hương
- Người tình và mùa thu
- Như mây bay
- Rộn ràng niềm vui
- Qua cơn mê
- Thư xuân trên rừng cao
- Thương mấy cho vừa
- Tình thu xưa
- Trời Huế vào thu chưa em
- Tuổi xuân con gái[2]
- Xin làm chim rừng núi
- Xuân này con không về
- Yêu một mình

### Ngân Khánh
- Cảm ơn  (1973)
- Chân thành
- Đi tìm mộng mơ
- Gọi tên em
- Mộng mơ
- Một mai giã từ vũ khí  (1972)
- Nửa chừng xuân
- Tâm sự người hát bài quê hương[3]

### Song An
- Áo trắng ngày xưa
- Lời người lính xa xôi
- Một lần hiện diện (đồng tác giả Tú Nhi)
- Tình đời đổi thay (đồng tác giả Minh Kỳ)
- Tuổi trẻ và quê hương

### Phan Trần[4]
- Cánh bướm đa tình
- Cho người vào cuộc chiến
- Cho vừa lòng em
- Một lần dang dở
- Tôi thề tôi chẳng yêu ai

### Nhạc viết cho mẹ
- Bông hồng trắng
- Rước xuân về nhà
- Mùa xuân nhớ mẹ (đồng tác giả Bruce Đoàn)
- Ngọt ngào quê mẹ
- Xuân nào con sẽ về
- Xuân này con không về
- Xuân này con về mẹ ở đâu
- Xuân về với mẹ
- Chiều xuân xa nhà

### Nhạc viết cho vợ
- Áo đỏ mặt trời ghen
- Khói chiều
- Lỡ một mai anh đi
- Nhà đâu anh về
- Quê hương ơi thôi đành xa!
- Quê nhà quê người (đồng tác giả Trầm Tử Thiêng)
- Sinh nhật em (thơ Lê Minh Châu)
- Xuân nhớ

### Nhạc xuân
- Nếu xuân này hòa bình
- Rước xuân về nhà
- Ta đã gặp mùa xuân
- Xuân tình yêu

### Nhạc trữ tình
- Ấm lại tình quê (đồng tác giả Loan Thảo)
- Bài hát cho người kỹ nữ (đồng tác giả Duy Trung)
- Bâng quơ
- Bởi một điều đơn giãn
- Buồn thì không buồn
- Cánh hoa rừng (đồng tác giả Tùng Châu)
- Chết non (đồng tác giả Đinh Việt Lang)
- Chỉ là giấc mơ
- Chúc thư viết từ chiến trường
- Con gái quê tôi
- Đêm nay ai đưa em về
- Giấc ngủ mùa đông (đồng tác giả Bruce Đoàn)
- Gởi người về cát bụi
- Hạnh phúc nơi nào
- Hương đồng gió nội[5]
- Hương tình muộn
- Hỏi còn nhớ hay quên
- Kỷ vật rừng xanh
- Lời đắng cho cuộc tình
- Lời tình buồn (đồng tác giả Dương Quang Cát)
- Lời tình chưa nói
- Lời tự tình
- Mất nhau thật sao
- Mộng mơ xa rồi
- Một đời tiếc nuối
- Một đời tìm nhau
- Một thời để nhớ
- Mời về quê em (đồng tác giả Bruce Đoàn)
- Mưa hiền
- Mười năm chưa lần gặp (thơ Hoàng Ngọc Ẩn)
- Ngày đá đơm bông (đồng tác giả Loan Thảo)
- Ngày mình thôi yêu nhau
- Ngày vui qua mau (đồng tác giả Đinh Việt Lang)
- Ngày xuân bên nhau
- Nghe điệu lý quê hương
- Người đến rồi đi
- Những lần anh trở về (đồng tác giả Song Ngọc)
- Nỗi buồn con gái
- Nửa vòng tay lạnh (đồng tác giả Tùng Châu)
- Phải chi (lời Lương Vinh Quốc Khanh)
- Phượng (thơ Nguyễn Nam An)
- Rồi 30 năm qua
- Ru ta một mình
- Sau một cuộc tình
- Sẽ không bao giờ quên
- Suối vắng (đồng tác giả Bruce Đoàn)
- Thương chị
- Tìm về dấu yêu
- Tình tan như bọt mưa
- Tình yêu cho em
- Tình yêu và chiếc bóng bay
- Tôi biết tôi sẽ buồn
- Tôi đưa em sang sông (đồng tác giả Y Vũ)
- Trách ai vô tình (nhạc Cao Văn Lý)
- Trái tim không già
- Trời còn làm mưa (Nhạc Nhật)
- Từ ngày tình bỏ ta đi (đồng tác giả Hoài Linh)
- Tự tình quê hương (đồng tác giả Trịnh Việt Cường)
- Vòng tay học trò
- Xin cho một nụ cười

### Hải ngoại
- Anh giải phóng tôi hay tôi giải phóng anh
- Bao giờ gặp lại em
- Chỉ một mình anh
- Có mất gì đâu
- Còn gì cho nhau
- Cuộc đời vẫn đẹp
- Đêm nhớ về Sài Gòn (đồng tác giả Trầm Tử Thiêng)
- Gửi người về cát bụi[6]
- Hải âu nhớ biển
- Huế ơi! Huế mãi còn đây!
- Huế và em
- Kỷ niệm thu Paris (đồng tác giả Bruce Đoàn)
- Lời nguyện cầu Giáng Sinh
- Lọt vào mắt xanh (đồng tác giả Bruce Đoàn)
- Ru ta một mình
- Suối mơ (đồng tác giả Lữ Liên)
- Mất nhau mùa hè
- Một đời tìm nhau
- Mơ làm cánh chim
- Mời về quê em (đồng tác giả Bruce Đoàn)
- Người lính già xa quê hương
- Vẫn mơ về Đà Nẵng
- Vắng bóng em
- Về đây hỡi em
- Vỡ mộng (đồng tác giả Bruce Đoàn)
- Thương chị
- Tình đã quên chưa
- Tình yêu và chiếc bóng bay
- Tình xuân (đồng tác giả Bruce Đoàn)
- Tiếng hát mong manh (tưởng nhớ ca sĩ Ngọc Lan)
- Tiếng hát từ nhịp tim (đồng tác giả Tùng Châu)
- Tôi biết tôi sẽ buồn
- Xin chia buồn
- Xin em đừng quay lại

### Nhạc ngoại lời Việt
- 999 đóa hồng (九佰九拾九朵玫瑰, Trung Quốc)
- Ai hiểu lòng tôi (I need to tell you)
- Ảo mộng (Phantom of the opera)
- Bài ca phát tài
- Bài ngợi ca mùa xuân
- Bài tình ca
- Bài tình ca bốn mùa
- Bèo dạt mây trôi
- Bến Thượng Hải (上海灘, Hồng Kông)
- Biết tỏ cùng ai (心有千千結, Đài Loan)
- Boulevard
- Cánh chim bạt gió
- Cánh chim phiêu lãng
- Cánh chim trong mưa
- Chàng ("Lui", Pháp)
- Chiều thu
- Chiều trên sân ga
- Chúng ta cùng vui Tết
- Chuyện hồng trần
- Chuyện tình buồn
- Chuyện tình hôm nay
- Chuyện tình thơ ấu
- Chuyện tình đã qua (You and me)
- Cung hỷ mùa Xuân
- Cuộc tình dối gian
- Còn lại nỗi cô đơn
- Dạ vũ mây
- Dặm đường gió bụi
- Đón Thần Tài
- Đôi chim lạc loài
- Được chết vì yêu
- Đường vào tình yêu
- Em vẫn còn yêu Anh
- Giã từ em yêu ("Et pourtant", Pháp)
- Giờ em nơi đâu (In my heart)
- Hải âu
- Hải âu phi xứ (海鷗飛處, Đài Loan)
- Hàn Ni
- Hãy đến với nhau (Joe le taxi)
- Hãy hát lên tình yêu
- Hẹn hò đêm trăng (Si Jantung Hati, Indonesia)
- Hỡi người tình ̣(小島風雲, Hồng Kông)
- Hồn bướm mơ tiên
- Khúc hát mừng xuân
- Khúc hát tương phùng
- Kỷ niệm phôi pha (Always think of you)
- Lời nguyện cầu
- Ly rượu mừng xuân
- Máu nhuộm Bến Thượng Hải[7]
- Mây trôi và Hải Âu
- Mất nhau thật sao
- Mặt trời độ lượng
- Men rượu tình hè
- Môi tím (做個木頭人, Hồng Kông)
- Monica (đồng tác giả Bruce Đoàn)
- Mộng đẹp ngày xưa (舊歡如夢, Hồng Kông)
- Mộng mơ xa rồi
- Mộng uyên ương Hồ Điệp (新鴛鴦蝴蝶夢, Đài Loan)
- Một đời tiếc nuối
- Một ngày
- Một kiếp phong ba
- Mơ làm cánh chim
- Mùa hè năm ấy
- Mùa xuân như ý
- Muôn cánh Phong Diệp Tình
- Mưa trên biển vắng (Je n'pourrai jamais t'oublier, Pháp)
- Mưa tuyết
- Mười ngón tay tình yêu (家家有本难念的经, Hồng Kông)
- My Lan
- Năm mới phát tài
- Năm mới nhiều lộc may
- Ngàn đời chờ mong
- Ngày ta bên nhau
- Người tình ta yêu
- Nhụy hoa trong gió
- Như một vầng mây
- Những lời dối gian (暗里着迷)
- Nỗi nhớ khôn nguôi
- Nụ hôn giã từ (Kiss and say goodbye)
- Nụ hồng mong manh (曾經心疼, Đài Loan)
- Nửa đời yêu thương (Till the end of life)
- Phố chiều mưa bay
- Quán vắng một mình (風風雨雨, Hồng Kông)
- Ru khúc biệt ly
- Rước Thần Tài
- Say tình
- Sỏi đá buồn tênh
- Tan vỡ
- Tango say
- Tặng nhau đoá hồng
- Thành phố cuồng say
- Thầm gọi tên anh (黃昏, Đài Loan)
- Thần điêu đại hiệp
- Theo lá vàng bay (我是一片雲, Đài Loan)
- Thi sĩ dưới vầng trăng (床前明月光, Trung Quốc)
- Tình
- Tình bạn
- Tình buồn trong mưa
- Tình đã trôi xa
- Tình khúc 1990
- Tình mãi bên anh
- Tình nhạt phai (一起走過的日子, Hồng Kông)
- Tình ta thắm thiết
- Tình thắm muôn màu
- Tình xưa xa rồi (ブランデーグラス, Nhật Bản)
- Tôi với đời
- Trái tim không đổi thay
- Trái tim yếu mềm
- Trái tim lầm lỡ
- Trao nhau lì xì đỏ
- Tương tư trong mưa
- Xa em kỷ niệm (희나리, Hàn Quốc)
- Xin cảm ơn người (Please don't leave me)
- Xin mưa ngừng rơi (讓一切隨風 (4:55), Hồng Kông)
- Xin thời gian ngừng trôi (空港, Nhật Bản)
- Xuân dài lâu
- Xuân lại về với ta
- Xuân phát tài
- Xuân về khắp nơi
- Vui chúc xuân
- Vui mừng xuân

### Thơ phổ nhạc
- Bolsa chiều hai lối (thơ Nguyễn Nam An)
- Buổi chúng mình (thơ Thanh Hải)
- Chia tay (thơ Trần Mộng Tú)
- Chiều chiều (thơ Huy Phương)
- Chiều xuân xa nhà (thơ Huy Phương)
- Chút tình cho Huế (thơ Phan Xuân Sinh)
- Đôi dép (thơ Nguyễn Trung Kiên)
- Đôi phượng hoàng
- Đừng làm mưa bóng mây (thơ Xuân Hòa)
- Hồi âm (thơ Thành Tôn)
- Huế gọi ta về (thơ Trần Hoài Thư, nhạc Nhật Ngân & Đỗ Kim Bảng)
- Hương (thơ Nguyễn Long)
- Hương tình muộn (thơ Hương Thảo)
- Khan cổ gọi tình về (thơ Trần Yên Hòa)
- Không đề
- Kiếp sau (thơ Trần Mộng Tú)
- Lên núi tỏ tình (thơ Võ Ý)
- Ly cafe đầu ngày (thơ Lê Đình Sơn)
- Mỗi mùa xuân về, lại thêm một lần dối Mẹ (thơ Trần Trung Đạo)
- Mười năm chưa lần gặp (thơ Hoàng Ngọc Ẩn)
- Ngày trở lại Hội An (thơ Hoàng Lộc)
- Những giọt mưa buồn (thơ Thái Gia)
- Nỗi nhớ bỗng quay về (thơ Hồ Thành Đức)
- Phải chi (lời Lương Vinh Quốc Khanh)
- Ví dầu tình bậu (thơ Hoàng Thượng Dung)
- Sầu cố xứ (thơ Hoàng Thượng Dung)
- Tầm ngọc (thơ Thanh Hải)
- Thương ai mấy nhịp Tràng Tiền (thơ Nguyễn Thị Thê)
- Tình bạc
- Tình ca
- Tóc phai
- Tỏ tình (Thơ Võ Ý)
- Tôi đi tìm hạnh phúc tôi (thơ Hoàng Linh Phương)
- Tưởng niệm
- Ừ thôi giã biệt (thơ Hoàng Thượng Dung)
- Xa vắng mẹ (thơ Thái Tú Hạp)

### Hùng ca
- Con gái Việt Nam bây giờ
- Hành khúc Liên đoàn 81 Biệt Cách Dù
- Hội Y sĩ Việt Nam Nam Cali (lời Bùi Xuân Dương)
- Liên trường Quảng Nam
- Lời dặn dò của Mẹ
- Lửa Bolsa
- Máu chảy ruột mềm
- Nước cuốn xô anh về đâu
- Quảng Nam quê ta ơi
- Thắp nến nguyện cầu
- Thuyền tự do
- Tin quê nhà
- Tôi vẫn yêu quê tôi
- Trẩy hội đền Hùng
- Triệu đóa hồng cho phụ nữ Việt Nam

### Nhạc phim
- Cuộc đời phù du (Máu nhuộm bãi Thượng Hải 2)
- Duyên tình nổi trôi (Anh hùng xạ điêu phần 1)
- Đắng cay tình đời (Vua bịp)
- Đời vẫn đẹp sao (Anh hùng xạ điêu phần 3)
- Đường xa bụi mờ
- Người hùng và giai nhân (Thiên long bát bộ)
- Sóng nước Thượng Hải
- Sở Lưu Hương (Sở Lưu Hương)
- Tiểu Long Nữ ca (Thần điêu đại hiệp)
- Tình cách ngăn (Bích Huyết Kiếm)
- Tình sầu (Lữ Tứ Nương)
- Tơ duyên trọn đời (Anh hùng xạ điêu phần 2)
- Trọn kiếp yêu người (Tiếu ngạo giang hồ)
- Tuyệt vời tình yêu (Tình thù trong thời loạn)
- Tuyết Sơn Phi Hồ (Tuyết Sơn Phi Hồ)

### Nhạc thiếu nhi
- Ánh trăng của em
- Chú Cuội và chị Hằng
- Vui đến trường
- Tiếng Việt dấu yêu
- Trăng vẫn sáng soi